# Basilia echinata
Basilia echinata är en tvåvingeart som först beskrevs av Oskar Theodor 1957.  Basilia echinata ingår i släktet Basilia och familjen lusflugor.
Artens utbredningsområde är Nigeria. Inga underarter finns listade i Catalogue of Life.